# George Lloyd (1er baron Lloyd)
Pour les articles homonymes, voir George Lloyd et Lloyd.
George Ambrose Lloyd (19 septembre 1879 - 4 février 1941) est un homme politique conservateur britannique fortement associé à l'aile « Diehard » du parti.

## Jeunesse et formation
Lloyd est né à Olton Hall, dans le Warwickshire, fils de Sampson Samuel Lloyd (dont le père homonyme est également député) et de Jane Emilia, fille de Thomas Lloyd. Il fait ses études au Collège d'Eton et à Trinity College (Cambridge). Il a barré l'équipage de Cambridge dans les courses de bateaux de 1899 et 1900. Il part sans diplôme, perturbé par la mort de ses deux parents en 1899, et fait une tournée aux Indes.

## Jeunesse
En 1901, Lloyd rejoint l'entreprise familiale Stewarts & Lloyds en tant que directeur junior. En 1903, il s'implique pour la première fois dans le mouvement de réforme tarifaire de Joseph Chamberlain. En 1904, il tombe amoureux de Lady Constance Knox, fille du 5e comte de Ranfurly, qui interdit le mariage avec sa fille le jugeant inapproprié (elle a ensuite épousé Evelyn Milnes Gaskell, fils de Rt. Hon. Charles Gaskell, en novembre 1905) . En 1905, il refuse une offre de Stewarts & Lloyds d'une position stable à Londres et choisit de se lancer dans une étude de l'Orient dans l'Empire britannique. Grâce aux efforts de ses amis Samuel Pepys Cockerell, travaillant au département commercial du ministère des Affaires étrangères, et de Gertrude Bell, qu'il a appris à connaître, il commence à travailler comme attaché honoraire non rémunéré à Constantinople. En avril 1906, Aubrey Herbert le rejoint pour une exploration de l'état du Chemin de fer Berlin-Bagdad. Son mémorandum confidentiel de novembre 1906 sur le Chemin de fer du Hedjaz rend compte en détail de nombreux problèmes économiques. Cet article et d'autres - sur la finance turque, par exemple - conduisent à sa nomination en janvier 1907 en tant que commissaire spécial chargé d'étudier les perspectives commerciales autour du golfe Persique.

## Carrière politique
Lloyd est fortement influencé par l'appel de Joseph Chamberlain à une réforme tarifaire pour rapprocher la Grande-Bretagne et les Dominions, et la question tarifaire incite alors Lloyd à se lancer en politique. Aux élections de janvier 1910, Lloyd est élu comme libéral unioniste député pour l'Ouest Staffordshire. Il épouse Blanche Lascelles l'année suivante. En février 1914, Lloyd est désigné comme candidat parlementaire unioniste pour Shrewsbury pour la prochaine élection générale (attendue au plus tard à la fin de 1915) où le député sortant, homonyme sans lien de parenté George Butler Lloyd, a l'intention de se retirer. Lloyd est totalement opposé au suffrage des femmes, écrivant que donner aux femmes le droit de vote garantirait qu'elles voteraient «pour les beaux yeux des candidats» .
Les élections générales sont repoussées par le déclenchement de la Première Guerre mondiale, et le député en exercice continue à occuper son siège jusqu'en 1922. Lui et un autre collègue d'arrière-ban au Parlement, Leo Amery, font pression sur les dirigeants conservateurs pour une déclaration de guerre immédiate contre l'Allemagne le 1er août 1914. En tant que lieutenant dans le Warwickshire Yeomanry, Lloyd est appelé après l'entrée en guerre de la Grande-Bretagne trois jours plus tard.
Pendant cette guerre, il sert dans l'état-major de Ian Standish Monteith Hamilton au débarquement de Gallipoli avec les ANZAC le premier jour de cette campagne; il prend part à une mission britannique spéciale à Petrograd pour améliorer la liaison anglo-russe; visite Bassorah pour mettre à jour son étude du commerce dans le golfe Persique; et, sert au Caire, avec Thomas Edward Lawrence et le Bureau arabe du Hedjaz, du Néguev et du désert du Sinaï. Il atteint le grade de capitaine dans le Warwickshire Yeomanry (dans lequel régiment il continue à avoir le grade jusqu'en 1925)) et reçoit l'Ordre du Service distingué et est fait Compagnon de l'Empire indien en 1917. Pour les services dans la même guerre, il reçoit l'Ordre de Sainte-Anne, 3e classe et l'ordre d'Al Nahda (2e classe) du Royaume du Hedjaz.
En collaboration avec Edward Wood (plus tard comte d'Halifax), il écrit The Great Opportunity en 1918. Ce livre se veut un défi conservateur à la coalition Lloyd George et souligne la dévolution du pouvoir de Westminster et l'importance de relancer l'industrie et l'agriculture anglaises.
En décembre 1918, il est nommé gouverneur de Bombay et devient KCIE. Pendant qu'il est gouverneur, ses principales activités consistent à récupérer des terres pour le logement dans la région de Back Bay de la ville de Bombay et à construire le Lloyd Barrage (maintenant Sukkur Barrage), système d'irrigation, tous deux financés par des prêts levés aux Indes plutôt qu'en Angleterre. L'administration de Lloyd est la première à lever de tels fonds localement. Sa province est l'un des foyers de troubles nationalistes indiens, et il insiste en 1921 pour qu'il soit procédé à l'arrestation du Mahatma Gandhi, qui est par la suite emprisonné pendant six ans pour sédition. Lloyd est très fermement opposé à l'indépendance de l'Inde ou même à apporter une mesure de démocratie au Raj, écrivant ce qu'il a appelé «l'inadéquation fondamentale des méthodes démocratiques modernes de gouvernement occidentales à tout peuple oriental». Fervent partisan de ce qu'il considère comme la grandeur de l'empire britannique, Lloyd écrit de Bombay à un ami le 25 août 1920: « La vérité est que nous ne pouvons pas retirer les légions: chaque écolier sait ce qui est arrivé à Rome lorsque des légions ont commencé à l'être. ». L'historienne britannique Louise Atherton écrit que Lloyd est: «Idéalement, presque mystiquement, dévoué à l'Empire britannique, il préconisait l'usage de la force, si nécessaire, pour maintenir l'autorité britannique». Il termine son mandat de gouverneur en 1923 et est nommé conseiller privé et GCSI.
Il est réélu au Parlement pour Eastbourne en 1924, servant jusqu'en 1925, date à laquelle il est titré baron Lloyd, de Dolobran dans le comté de Montgomery, titré d'après sa maison ancestrale galloise. Après son anoblissement, il est nommé haut-commissaire en Égypte, jusqu'à ce que sa démission lui soit imposée par le ministre des Affaires étrangères travailliste Arthur Henderson en 1929. Ses points de vue et son expérience forment l'arrière-plan d'un livre d'auto-justification en deux volumes, Egypt Since Cromer (publié en 1933–34).
En 1930, Lloyd devient président de la Ligue navale, qui fait pression sur le gouvernement pour qu'il dépense plus d'argent dans la Royal Navy et est membre de la Ligue de défense de l'Inde, qui fait pression sur le gouvernement pour qu'il n'accorde pas l'autonomie à l'Inde. Au cours des années 1930, c'est l'un des principaux opposants aux propositions d'octroi du Home Rule indien, travaillant aux côtés de Winston Churchill contre le gouvernement national. De 1931 à 1935, Lord Lloyd emploie James Lees-Milne comme secrétaire privé.
Il se méfie d'Hitler et du mouvement national-socialiste, qu'il considère comme une menace pour la Grande-Bretagne. Il fait campagne pour le réarmement contre l'Allemagne dès 1930, avant Churchill. À partir de juillet 1937, Lloyd est président du British Council, un groupe prétendument indépendant destiné à s'engager dans une propagande culturelle promouvant le mode de vie britannique au reste du monde, qui est en fait sous le contrôle du ministère des Affaires étrangères. En tant que chef du British Council, Lloyd dirige son propre réseau de renseignement privé, employant comme un de ses espions le journaliste Ian Colvin qui est le correspondant à Berlin de The News Chronicle. Fait inhabituel, Lloyd jouit d'un accès privilégié aux rapports secrets du MI6, le service de renseignement britannique.
Lorsque Churchill devient premier ministre en mai 1940, il nomme Lloyd secrétaire d'État aux Colonies et en décembre de la même année, il lui confie le poste supplémentaire de Leader de la Chambre des lords.

## Famille
Lord Lloyd épouse Blanche Lascelles, fille de Frederick Lascelles, en 1911. Il est mort d'une leucémie myéloïde dans une clinique de Marylebone, Londres, en février 1941, à l'âge de 61 ans et est enterré à St Ippolyts, dans le Hertfordshire. Il est remplacé dans la baronnie par son fils, Alexander Lloyd (2e baron Lloyd). Lady Lloyd meurt en décembre 1969, à l'âge de 89 ans.